# 29842 Marilynsoper
29842 Marilynsoper è un asteroide della fascia principale esterna. Scoperto nel 1999, presenta un'orbita caratterizzata da un semiasse maggiore pari a 2,865051 UA e da un'eccentricità di 0,188121, inclinata di 12,728485° rispetto all'eclittica.